# Maciej Wodziński

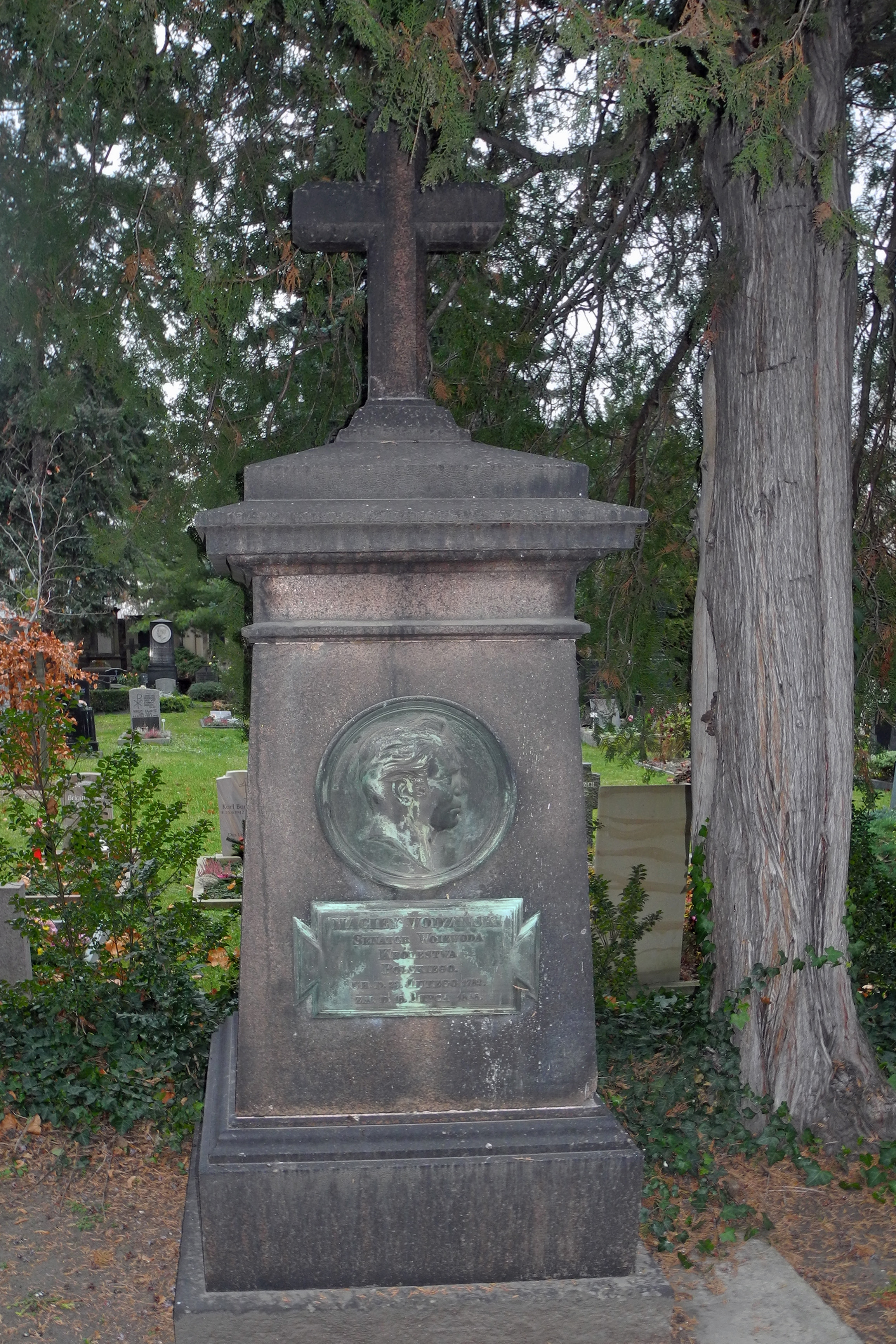
Grób Macieja Wodzińskiego w Dreźnie

Maciej Wodziński (Wodzyński) herbu Jastrzębiec (ur. 23 lutego 1782 w Gołębiewie, zm. 16 lipca 1848 w Dreźnie). Syn Antoniego Wodzińskiego i Klasyldy Orsetti herbu Złotokłos, stryj Marii Wodzińskiej, narzeczonej Fryderyka Chopina.
Prezes Senatu w czasie powstania listopadowego, senator-wojewoda od 1831. Senator-kasztelan Królestwa Polskiego od 1817, senator od 1824, poseł na sejmy Księstwa Warszawskiego z powiatu brzeskiego w departamencie bydgoskim w latach 1809, 1811 i 1812, konsyliarz Izby Administracji Publicznej departamentu warszawskiego w 1808 roku, kawaler maltański.
Brał udział w wielu kampaniach napoleońskich. Członek deputacji Rady Generalnej Konfederacji Generalnej Królestwa Polskiego do Napoleona w 1812 roku. Walczył pod generałem Janem Henrykiem Dąbrowskim za Księstwa Warszawskiego, jako adiutant Karola Kniaziewicza odbył kampanię 1812. W 1813 przy ks. Józefie Poniatowskim, dostał się do niewoli w 1814. Kawaler Krzyża Złotego Orderu Virtuti Militari, kawaler Legii Honorowej.
W roku 1818 i 1820 posłował na sejm Królestwa Kongresowego. W 1820 został mianowany kasztelanem, potem wojewodą. W 1828 roku był członkiem Sądu Sejmowego, mającego osądzić osoby oskarżone o zdradę stanu.
Jako senator podpisał 25 stycznia 1831 roku akt detronizacji Mikołaja I Romanowa. Po upadku powstania listopadowego przeniósł się w 1831 do Drezna. Był członkiem sejmu powstańczego na emigracji. Maciej Wodziński został pochowany na Starym Cmentarzu Katolickim w Dreźnie. Jego siostrzenicą była Maria Wodzińska.
Był członkiem loży wolnomularskiej Świątynia Izis w 1811/1812 roku.
Kolekcjoner, zbiory – kilkutysięczną bibliotekę, kolekcję numizmatyczną i ok. 40 tys. rycin – testamentem zapisał dla Towarzystwa Literackiego w Paryżu dla Biblioteki Polskiej; z powodu niepewnej sytuacji politycznej w okresie Wiosny Ludów w latach 1848–1850 pozostały one w Dreźnie jako Muzeum Narodowe im. Wodzińskich.
Odznaczony Orderem Świętego Stanisława I klasy w 1825 roku.